# Contea di Saline (Missouri)
La contea di Saline (in inglese Saline County) è una contea dello Stato del Missouri, negli Stati Uniti. La popolazione al censimento del 2000 era di 23 756 abitanti. Il capoluogo di contea è Marshall.